# 中国各地方电视台早间新闻列表
这条目列出中华人民共和国各地方电视台正在播映的早间电视新闻节目，不包括重播新闻节目。
关于中华人民共和国国家级电视台的同类节目，请参见晨间新闻列表#中国大陆。

## 北京市
- 北京广播电视台
  - 新闻频道与北京卫视于每日7:00联播的《北京您早》

## 天津市
- 天津广播电视台
  - 新闻频道与天津卫视于每日7:00联播的《津晨播报》

## 河北省
- 河北广播电视台
  - 河北卫视于每日7:00播出的《冀时全播报》

- 邢台广播电视台
  - 新闻综合频道于周一7:24播出的《新闻专递》、于周二至周日7:24播出的《新闻快报》

- 沧州广播电视台
  - 新闻综合频道于每日7:20播出的《新闻早点》

## 山西省
- 无。

## 内蒙古自治区
- 内蒙古电视台
  - 新闻综合频道于周一至周五7:00播出的《草原晨曲》
  - 蒙语卫视于每日7:00播出的《早间新闻》
- 乌海广播电视台
  - 新闻综合频道于每日8:00播出的《早间播报》
- 赤峰广播电视台
  - 综合频道于每日7:00播出的《早安赤峰》

## 辽宁省
- 辽宁广播电视台
  - 辽宁卫视于每日6:30播出的《第一时间》
  - 都市频道于每日7:00播出的《新闻早早报》
- 沈阳广播电视台
  - 新闻频道于每日6:30播出的《沈视早报》
  - 经济频道于每日7:00播出的《直播生活·早高峰》
- 大连广播电视台
  - 新闻综合频道于每日6:59播出的《早安大连》
- 抚顺广播电视台
  - 新闻频道于每日6:30、7:00播出的《浑河晨讯》

## 吉林省
- 吉林广播电视台
  - 吉林卫视于每日6:30播出的《新闻早报》
  - 公共·新闻频道于每日7:00播出的《第1报道》
- 长春广播电视台
  - 综合频道于每日7:00播出的《城市速递早间版》

## 黑龙江省
- 黑龙江广播电视台
  - 黑龙江卫视于每日6:28播出的《共度晨光》
  - 农业·科教频道于每日6:00播出的《三农最前线》
- 哈尔滨广播电视台
  - 新闻综合频道于每日6:30播出的《早安哈尔滨》
- 齊齊哈爾廣播電視台
  - 新聞綜合頻道於周一至周六9:30播出的《直播鹤城》

## 上海市
- 上海广播电视台
  - 东方卫视于每日7:00播出的《看东方》
  - 新闻综合频道于每日7:00播出的《上海早晨》
  - 第一财经频道于每日7:00、8:40播出、第一财经频道与东方财经·浦东频道于每日8:00联播的《财经早班车》

## 江苏省
- 江苏广播电视总台
  - 公共·新闻频道于每日7:00播出的《早安江苏》

## 浙江省
無

## 安徽省
- 安徽广播电视台
  - 安徽卫视与公共频道于每日6:30联播的《超级新闻场》
- 合肥广播电视台
  - 新闻频道于星期一至五7:25播出的《早安合肥》

## 福建省
无

## 江西省
- 南昌广播电视台
  - 新闻综合频道于每日7:25播出的《早安，南昌！》

## 山东省
- 山东广播电视台
  - 山东卫视与公共频道于每日7:00联播的《早安山东》

## 河南省
无

## 湖北省
- 无

## 湖南省
- 无

## 广东省
- 無

## 广西壮族自治区
- 無

## 海南省
- 无

## 重庆市
- 重庆广播电视集团
  - 重庆卫视、新闻频道于每日7:00联播的《第1眼新闻》

## 四川省
- 四川广播电视台
  - 四川卫视与新闻频道于每日7:00播出的《早安四川》

## 贵州省
- 無

## 云南省
- 无

## 西藏自治区
- 无

## 陕西省
- 陕西广播电视台
  - 新闻资讯频道于每日6:45播出的《第一新闻早间播报》
  - 都市青春频道于每日7:28播出的《都市快报早间版》

- 西安廣播電視台
  - 新聞綜合頻道於每日07:30播出的《原點早新聞》

## 甘肃省
- 无

## 青海省
- 无

## 宁夏回族自治区
- 宁夏广播电视台
  - 宁夏卫视于每日7:30、公共频道于每日8:00、经济频道于每日8:30播出的《新闻早点到》

## 新疆维吾尔自治区
- 乌鲁木齐电视台
  - 汉语新闻综合频道于每日9:00播出的《早安乌鲁木齐》